# Chồn xám lớn
Chồn xám lớn (danh pháp hai phần: Galictis vittata) là một loài động vật có vú trong họ Chồn, bộ Ăn thịt. Loài này được Schreber mô tả năm 1776. Tên gọi quốc tế chung của hai loài cùng thuộc chi này là grison. Grison là tên gọi xuất phát từ tiếng Pháp cổ vào thế kỷ 18, danh từ gris, nghĩa là màu xám.

## Hình ảnh

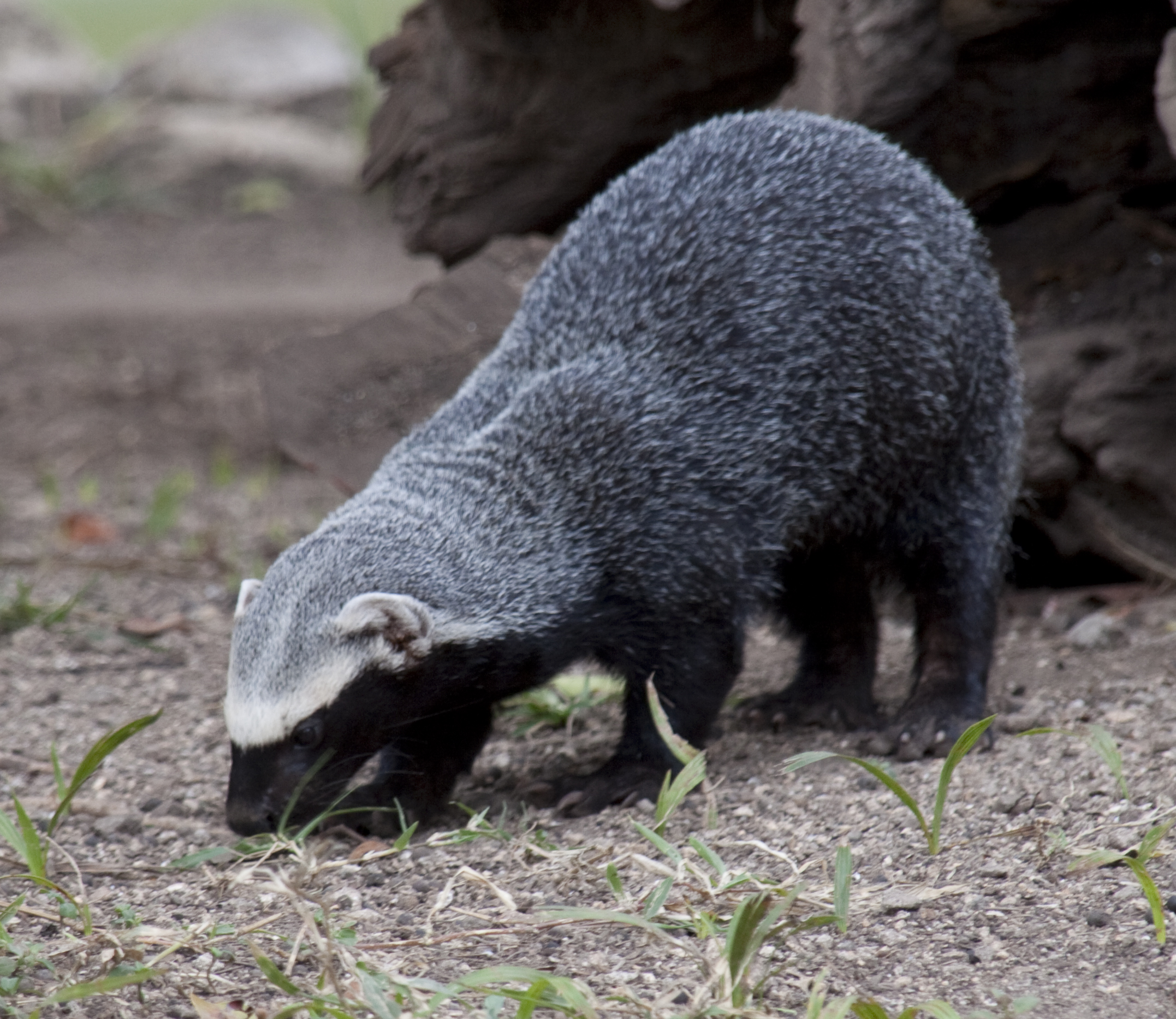
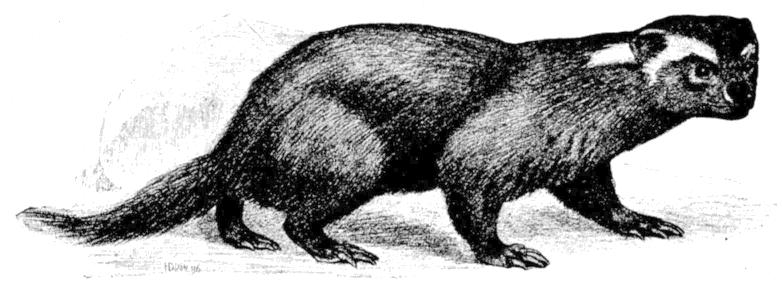
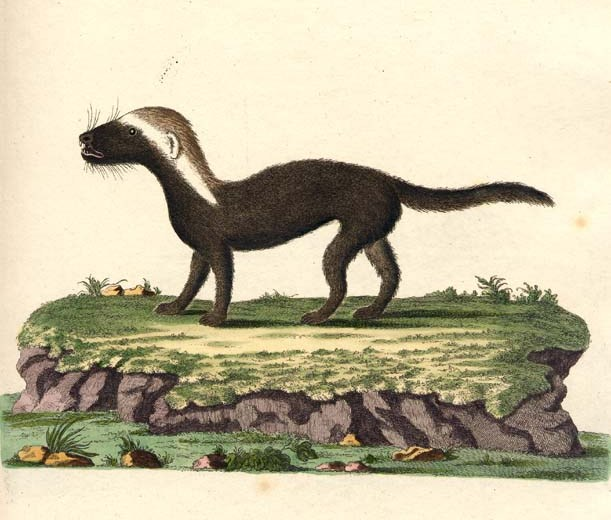